# 広報委員会

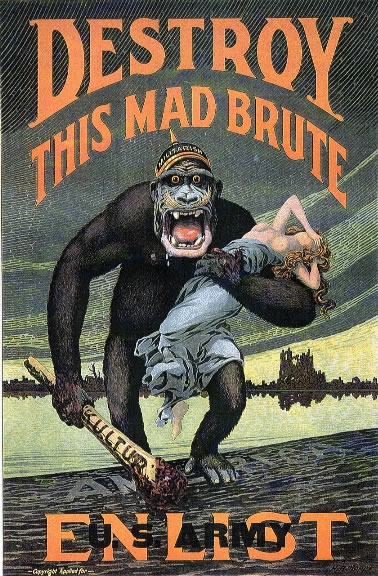
米軍への入隊を呼び掛けるポスター

広報委員会（こうほういいんかい、Committee on Public Information、略称：CPI）とは、第一次世界大戦へのアメリカ合衆国の参戦に向け、国内の世論を誘導すべく立ち上げられた同国の政府広報機関。連邦政府としては初の専門職による広報集団であった。クリール委員会あるいはクリール広報委員会とも称される。
1917年4月14日から1919年6月30日にかけて国民の間に戦争への熱烈な支持を形成し、アメリカの参戦を挫こうとする外国の目論見に反対する世論を追求した。この目的を成就するため、プロパガンダ技術を第一に用いることとなる。

## 歴史

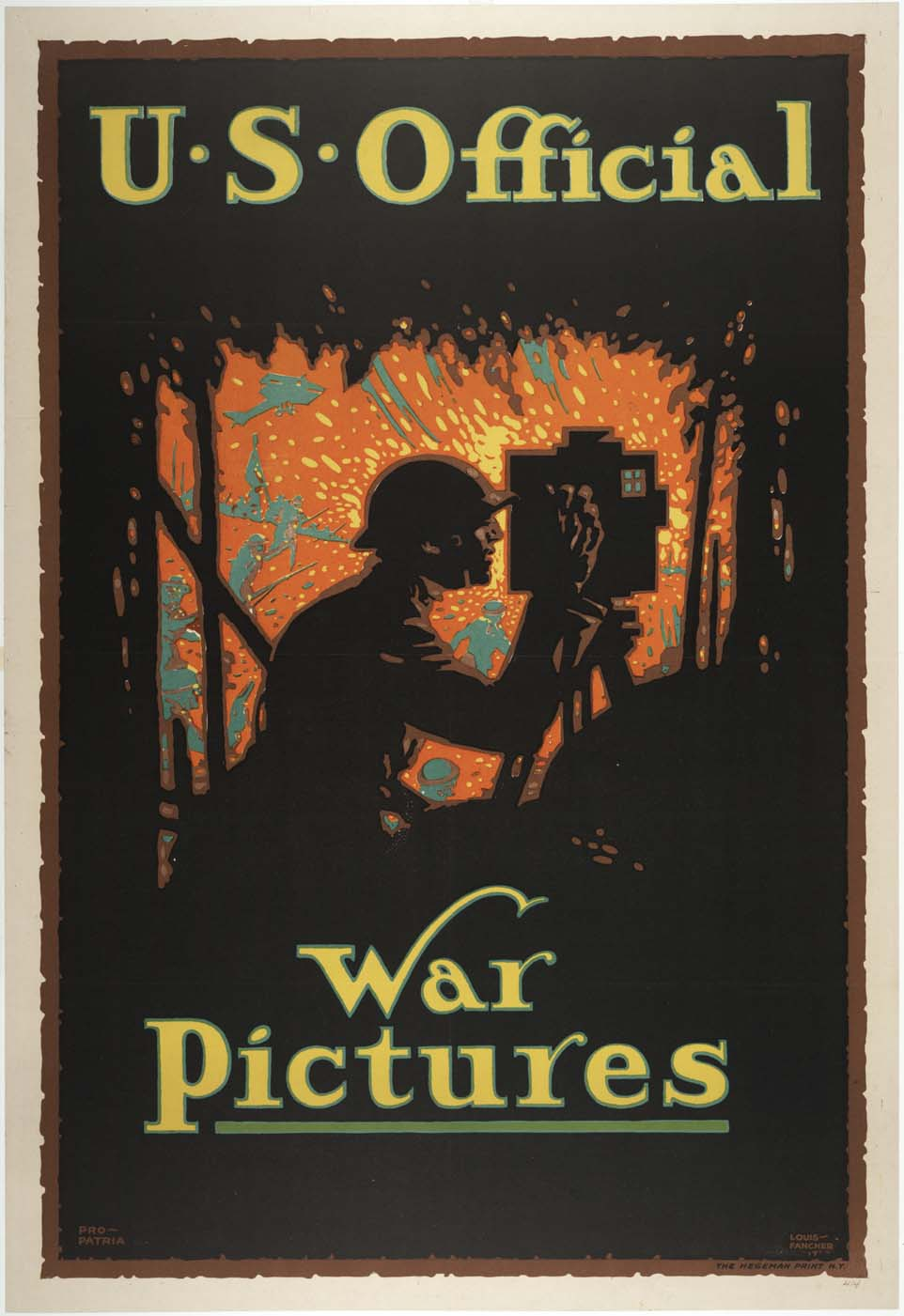
ルイス・デルトン・ファンチャーによるプロパガンダポスター「アメリカ合衆国の公式戦争映画」

### 設立
ウッドロウ・ウィルソン大統領が1917年4月14日、政令2594に基づき設立。ジョージ・クリール（委員長）および国務（ロバート・ランシング）、戦争（ニュートン・D・ベイカー）、海軍（ジョセフス・ダニエルズ）の各長官から構成するものであった。
クリールがウィルソンに「ドイツが定義したようなプロパガンダではなく、『宣教』という真の意味でのプロパガンダ」を調整する部局の設立を求めた結果とされる。ウィルソンによるCPIへの任命以前は、長年にわたりデンバー・ポストやロッキーマウンテン・ニューズで記者を務めており、ベイカー長官とも親交があったため物議を醸すこととなる。

### 活動

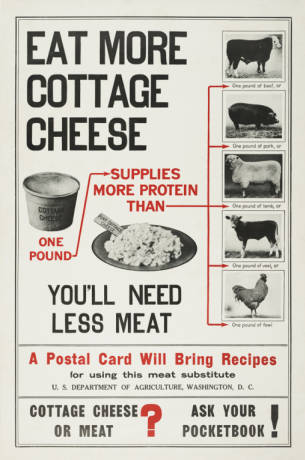
肉の代用食としてカッテージチーズの消費を奨励するポスター

委員会の目的はあくまで長期的なプロパガンダ活動を通じて、第一次世界大戦へのアメリカ合衆国の参戦に向け、世論に影響を与えることにあった。当初こそ事実に基づく情報を用いたものの、やがては楽観的な戦況を伝える絵をはじめ、情報操作を仕掛けてゆく。クリールの回想によると、偽であるか証拠の無い虐殺の報告を日常的に拒んだ他、「喚き散らす大衆」を好む国家保安同盟やアメリカ防衛協会のような「愛国的な組織」とは距離を置き、CPIに「中傷の大合唱を慎む」よう求めたという。
プロパガンダ活動は新聞、ポスター、ラジオ、電報、映画にまで及ぶ。中でも戦争遂行のために全国の広告業者を集め、全米広告業協会の会長ジョージ・バッテン広告社社長・ウィリアム・ H ・ジョーンズの下、数100種の広告や看板を製作、全米の新聞にCPIの無料広告スペースを提供するよう圧力を掛けている。
また75,000名にも上る「四分人」をボランティアとして掻き集め、社会的なイベントで戦況について4分間という理想的な長さを使って演説。なお4分にした理由とは、この長さが人間の集中力が続く平均的な時間とされたためである。徴兵や配給食料、戦債の他、何故アメリカが戦っているのかを力説して回っていった。
終戦まで5,200もの自治体で3億1400万人に対し、750万回以上に上る演説を行ったと推定。メッセージはあくまで前向きなものに留め、常に自分の言葉を用いて「中傷の言辞」を避けるよう助言を受けることとなる。1917年5月の10日間は同年6月5日の徴兵登録に先駆け、キャンペーンを打つ。
CPIは特定の民族集団に対しても各種イベントを行う。例えばアイルランド系アメリカ人テノール歌手のジョン・マコーマックは、マウントバーノンで開かれたアイルランド系アメリカ人組織の集会にて歌を披露。国内の労働者にも的を絞り、参戦派のサミュエル・ゴンパーズを広告に登場させ、工場や企業には戦勝に際しての国内の労働者の決定的な役割を謳ったポスターで埋め尽くされてゆく。
活動は余りにも徹底していたため、歴史家をして後年、ある中西部の典型的な家庭を例に挙げ、次のように言わしめている。
彼らが目にする戦況を伝えるいかなる媒体-週刊誌や雑誌、あるいは普通の店で時折手に取られる日刊紙-も、公式に認可された情報であるのみならず、数100万人もの市民が同じ瞬間に手に入れているものと全く同じであった。どの戦争に纏わる話も、ある方針に沿ってどこかで検閲を受けたものに他ならない。その方針とは情報筋によると、CPIによって確立された「自発的な」役割に沿って、交通機関か新聞社でなされていたものという

### 組織の構造
海外9カ国の委員会事務所の他、20以上もの部局を備えていた。なかんずく報道部や映画部はいずれも戦況を伝える助けとするために立ち上げられたものである。また「公式官報」という日刊紙も発行され、当初8ページだったものが32ページにまで拡大。各新聞社、郵便局、政府機関、兵站に配達されてゆく。
話題は専ら肯定的なニュースであった。例えば下院議員がドイツ軍に潜入取材を行い、同国に対峙する配備の行き届いた米軍の映像を取り上げたのである。中でも『パーシング十字軍』（1918年5月）や『（ドイツ人に対する）アメリカの返答』（1918年8月）、『4つの旗の下に』（1918年11月）といった3連作を公開。ただしこれらは観客に印象を与える上で洗練されたものとは言えず、同時期にハリウッドで公開された映画に比して、遥かに見劣りする代物であった。
新聞を読まず、集会にも出席しなかったり、映画を見ないアメリカ人にも配慮して、クリールは絵入りの刊行物を創刊することとなる。演説の際用いられた2万枚ものスライドに加え、プロパガンダポスターや漫画用に1438枚のイラストも導入。
チャールズ・ダナ・ギブソンは国内で最も人気のあるイラストレーターで、戦争の熱烈な支持者であった。クリールが政府向けのポスターのデザインを考案してもらうべく芸術家を集めてもらうよう依頼した際も、ギブソンはこれを快諾。ジェームズ・モンゴメリー・フラッグやジョセフ・ペネル、ルイス・D・ファンチャーの他、N・C・ワイエスら有名イラストレーターらも戦争画を残してゆく。

### マスメディアを巡って
ある初期の出来事が、真実を誇張する危険性をまざまざと見せつけた。CPIが新聞社に対し、ヨーロッパ第一陣の護衛艦がドイツの潜水艦を沈没させたという話を配信したのだが、記者が実際にイングランドの船員にインタビューした所、でっち上げに過ぎなかったというのである。ペンシルベニア州選出の共和党上院議員であるボイエス・ペンローズが調査を求めた他、ニューヨーク・タイムズに至ってはCPIを「誤報委員会」と呼ぶ事態にまで発展。この事件によりお人好しの新聞社すら猜疑心を抱かしめる結果となった。
また1918年初、CPIが「アメリカで初めて造られた複数の戦闘機は現在、フランスの前線に向け飛行中」と発表するも、各新聞社は記事中の絵が偽物であるということを知っており、戦闘機は一機しかなく、それもいまだ検査中とのことであった。CPIは新聞社に対する言論統制を行えたものの、その誇張が連邦議会の公聴会で非難を受けることとなる。委員会の全体的な調子も時と共に変化し、事実をもって独自の信条とすることから、「ドイツ人を阻止せよ!」というスローガンのような中傷に基づく動員へと変わり果ててしまう。

### 国際的な取り組み
海外へも足を伸ばし、観客向けに自身の作品を誂えなければならなくなった。南米では現地で経験を積んだアメリカ人ジャーナリストを軸に事業を展開。大衆に「戦争の目的や活動について知らせ続ける」のは、「基本的に記者の仕事」とされたためである。その中で委員会は、大衆が中央同盟国により数年間もたらされてきた戦争画や英雄譚に飽いていることに気付くこととなる。
ペルーでは造船所や鉄工場の写真に観客が集まったり、チリでは公衆衛生や森林保護、都市計画へのアメリカの手法に纏わる情報に対する要望にうまく対処してゆく。読書室や言語教育を設けた国もあった。20名のメキシコ人ジャーナリストはアメリカ合衆国への旅行に帯同する。

### 政争
クリールは海外での活動を、CPIの資金提供を管理する下院議員の賛意を得る方途として利用し、下院議員の知人を短期間ながらもヨーロッパへ派遣。ただし事業計画の中には下院議員から批判を受けたものも少なくない。
またCPIと新聞社との関係を利用し、元新聞記者で政治的盟友であるジョセフス・ダニエルズ海軍長官についての醜聞の情報源を調査。その結果フランクリン・ルーズベルト海軍次官を補佐していたルイス・ハウを突き止め、大統領に突き出すと脅すこととなる。クリールはウィルソン派として議会での批判をものともせず、ウィルソンもクリールの感情を酌み取ったのである。

### 終結と廃止
委員会の任務は1918年7月1日以降減少。国内での活動は同年11月11日に休戦が成って以後停止を余儀無くされる。1919年6月30日には海外での計画も終わりを迎え、議会法に基づき正式に廃止されるが、任務自体はその数か月前に完了。 かくしてウィルソンは1919年8月21日、政令3154によりCPIを廃止するに至った。委員会の記録は国家防衛協議会に引き継がれることとなる。

## 回想と批判
クリールは後年、CPIでの任務についての回想録『我々はいかにしてアメリカを宣伝したか』を公刊。その中で次のように述べている。
委員会は検閲機関でも隠蔽または抑圧機関でもなかった。徹頭徹尾開かれた、肯定的な機関であった。言論の自由や表現の自由を制限した、これら戦時法の下で権力を模索したり行使したりすることも一切無かった。一切合切、徹頭徹尾、中断や変更無く、一般的な広報計画であり、販売手腕の面で巨大な事業であり、広告において世界最大の冒険であった。（中略）我々はそれを、ドイツ人の手により謀略や堕落と結び付けられることになった、プロパガンダとは呼ばなかった。我々の取り組みは教育的かつ有用な情報に富んでいた。我々の場合においては事実の簡潔かつ率直な説明ほど必要とされたものは無かったためである。
一方、ジャーナリストでウィルソンの助言者を務めたウォルター・リップマンは、クリールを厳しく批判。クリールがデンバーの警察委員会に所属していた時代、市民的自由を侵害していたとして批判的な論説を寄せたことがある。名指しこそしなかったものの、ウィルソンへ宛てたメモの中で、検閲は「寛容ではない人物にも、抑圧の歴史という愚行の長い記録を知らない人物にも決して託してはなりません」と記している。
リップマンは戦後、ヨーロッパにおけるCPIの任務について「基調としては騙され易さが付随する全くの自慢話の1つであり、疲弊したヨーロッパに裕福な野暮天がポケットを膨らませつつも、決して歓待されずに街へやって来るようになったと理解させるには十分であった」と批判。

## 主なスタッフ
- エドワード・バーネイズ - 広報の草分け的存在で、後に民主的な統治に対するプロパガンダの重要性を説く専門家となった[34]。「南米ニュースサービス」を統括するも、CPIの芳しくない評判により、自身が欲していた1919年の和平会議におけるアメリカの広報には関われなかった[35]
- ヴィラ・ボアマン・ ホワイトハウス - スイス事務所長。度々ドイツに渡りプロパガンダ媒体を届けており、1920年には「政府職員としての1年」の中で自身の体験談を公表[36]
- アーネスト・プール - 外信部の共同部長であった。小説『彼の家族』で第1回ピューリッツァー賞 小説部門賞を受賞
- カール・バイヤー - バーネイズと同様、アメリカの広報の父と称される
- モーリス・ライオンズ - 秘書。ウィリアム・F・マコームズの秘書を勤めていた時に政治に関わるようになり、1912年の大統領選挙期間中はウィルソン陣営で民主的国家委員会委員長を務めていた